# South Fork (Colorado)
South Fork è un centro abitato (town) degli Stati Uniti d'America, situato nella contea di Rio Grande dello Stato del Colorado. Nel censimento del 2000 la popolazione era di 604 abitanti.

## Geografia fisica
Secondo i rilevamenti dell'United States Census Bureau, South Fork si estende su una superficie di 6,1 km².